# 東武バス桐生出張所
東武バス桐生出張所（とうぶバスきりゅうしゅっちょうじょ）は、かつて群馬県桐生市天神町に存在した東武鉄道直営（バス事業本部）時代の東武バスの営業所である。
1989年3月末までは桐生営業所であった。最盛期は、東武バスの東毛地域における最大のバス営業所であった。最寄りバス停は「桐生天神町」。廃止時点の正式名称は前橋営業所桐生出張所。

## 概要
所在地
- 桐生営業所：群馬県桐生市天神町2-10-1[2]
- 大間々出張所：群馬県山田郡大間々町大間々824[3]
- 五丁目出張所：桐生市本町5-51[4]
- 足利出張所：栃木県足利市真砂町3-2[2]

1980年代以降の事業方針
1980年から1992年までは群馬や栃木、茨城地区のバス事業の縮小により、バスの高度成長期に大量採用された乗務員にも多くの余剰人員がでたが、これらを1ヶ月単位で都内や埼玉、千葉の営業所へ定期出張させる制度があった。1990年代後半は、群馬県からの全面撤退が予定されていたため、群馬県においてはバス乗務員の採用はなく、高齢化していた乗務員の定年退職にあわせて毎年4月と10月のダイヤ改正にて縮小していく事業方針となった。1994年4月改正時に東毛地区の公営ギャンブル輸送がグループ内外に移管され、1995年4月改正での人員減少分は貸切バス減車で吸収し路線バスの縮小はなかった。

## 沿革
- 1937年（昭和12年）9月1日、東武自動車桐生営業所開設[8]
- 1944年（昭和19年）5月5日より戦中のため桐生 - 大間々線が運休[9]
- 1947年（昭和22年）6月1日、合併により東武鉄道自動車局桐生営業所に組織変更[10]、管轄出張所は大間々と五丁目[11]。
- 1949年（昭和24年）11月1日より組織改変により、太田営業事務所桐生出張所となる[12]。
- 1952年（昭和27年）12月19日、神土 - 原向間免許により桐生 - 足尾線設定[11]
- 1957年（昭和32年）5月20日、桐生 - 新桐生線9回設定[13]
- 1958年（昭和33年）9月1日より組織改正により桐生営業所に改称[12]。
- 1966年（昭和41年）11月1日、桐生市内の運行系統組替[14]
- 1967年（昭和42年）12月28日、赤城ケーブル休止により、関係路線休止[15]。
- 1971年（昭和46年）
  - 4月4日、山間部のダイヤ改正実施し、桐生 - 赤城駅 - 足尾線廃止[16]
  - 5月13日より桐生天神町 - 阿佐美沼線にてワンマン化を実施し、周辺路線も順次ワンマン化[16]
- 1979年（昭和54年）10月1日より二瀬以北が廃止され、桐生市（自家用）による代替バス運行[17]
- 1981年（昭和56年）4月1日付で足利営業所（足利市真砂町）が桐生営業所足利出張所に降格[18]。
- 1982年（昭和57年）
  - 2月1日、足利管内ダイヤ改正し、松田・阿佐美沼・毛利田小学校の各線を足利東武駅発着から足利両毛駅発着に変更[19]
  - 6月10日より赤城駅 - 水沼間の運行本数削減（大半を水沼発着化）[1]
- 1983年（昭和58年）
  - 4月8日、勢多郡東村まで行く神土線廃止[1]
  - 11月1日　足利出張所の足利両毛駅 - 植木野 - 太田駅線を線廃止[17]
- 1984年（昭和59年）
  - 4月1日、黒保根中学校を発着で東村内完結となるなど国鉄足尾線沿線のバス縮小により大間々出張所廃止[1]
  - 8月20日、黒保根村内廃止[1]
- 1985年（昭和60年）
  - 4月10日、足利東武駅 - 本中野・赤松団地線を廃止[17]
  - 8月1日、足利両毛駅 - 新宿－太田駅線を廃止[17]
  - 10月1日、足利東武駅 - 大沼田・西小泉線を廃止[17]
  - 11月25日、川内堂場線廃止[17]
- 1986年（昭和61年）8月20日 、黒保根中学校 - 上田沢線の廃止により足尾線沿線の東武バス全廃[20]
- 1987年（昭和62年）
  - 3月1日、足利管轄路線のうち、足利東武駅 - 入名草線、足利東武駅 - 飛駒線、足利東武駅 - 毛里田小学校線、足利東武 - 大岩線を廃止。入名草・飛駒は田沼町営バスが廃止代替運行、毛里田小学校へ廃止代替チャーターバス運行[21]。
  - 8月8日、桐生 - 伊勢崎関係路線廃止[22]
- 1988年（昭和63年）7月11日ダイヤ改正、桐生 - 太田線減回[22]
- 1989年（平成元年）
  - 4月1日付で桐生営業所から太田営業所桐生出張所に降格となる（同時に足利出張所も太田営業所足利出張所に移管）[17]。
  - 4月8日、桐生 - 大間々一丁目などが廃止され、赤城観光自動車委託の廃止代替バス化[1]
  - 10月1日、足利両毛駅 - 松田線廃止[21]
- 1990年（平成2年）3月23日より桐生駅 - 二瀬の運行回数が13回から7回に半減[17]
- 1992年（平成4年）
  - 3月31日をもって、桐生駅 - 二渡線、天神町 - 二渡線、天神町 - 川内循環線を廃止[23]。
  - 4月1日付けで、太田営業所足利出張所廃止（車庫としても廃止され、車両停泊は東足利となる）[24]
  - 10月1日より、桐生天神町 - 東足利線、一部便を残して全線直通から足利東武駅で系統分割[17]
- 1993年（平成5年）3月31日をもって天神町 - 太田駅線、天神町 - 薮塚循環線廃止[23]
- 1994年（平成6年）10月1日より桐生天神町 - 東足利線が、桐生天神町－足利東武駅間が9回、足利東武駅－東足利間が5回までに減回[7]
- 1995年（平成7年）
  - 4月1日付で、組織改正により太田営業所が前橋営業所太田出張所化に伴い、当出張所も前橋営業所桐生出張所に変更[7]
  - 9月30日をもって天神町 - 東足利線を廃止[23]
- 1996年（平成8年）3月31日をもって、天神町 - 新桐生駅線廃止および桐生出張所廃止により、桐生市より完全撤退[23]。貸切バスは太田出張所に、桐生競艇場輸送は熊谷営業所にそれぞれ移管された[25]。

## 特筆的な路線

### 長距離急行バス
1948年11月5日から桐生・足利 - 大宮間でトレーラーバスで運行開始、好評のため1953年5月1日より東京駅八重洲口まで延伸。最大で11回運行され、ビジネス客や後楽園球場でのナイター観戦後の帰宅にも重宝された。1967年7月より運行回数を11回から6回に減少。1969年9月20日より東武鉄道において1800系を使用した急行りょうもう運行開始により利用客は激減した。1970年6月6日より3回に減少。
休止は、太田・広沢経由東京駅八重洲口行は1971年7月1日付、太田・足利経由東京駅八重洲口行は1969年7月1日付。
1971年6月の廃止直前の運行実態調査では、桐生発東京行の場合最大121分、平均でも56分遅れであり、東京発桐生行の場合桐生着は平均34分遅れで、バスの優位性は少なくなっていたが、それでも9人程度の乗車密度はあった。

### 県内外急行バス
- 桐生 - 渋川 - 伊香保温泉（1960年5月1日設定、1965年10月1日廃止）[30]
- 桐生 - 赤城 - 足尾（国鉄足尾線よりも利用客がいたが利用客減少により1971年4月4日廃止）[32]
- 桐生 - 大間々 - 足尾 - 国鉄日光駅（1964年頃から春から秋にかけての運行で冬季は運休、1968年2月9日系統廃止）[30][15]

### 桐生天神町 - 東足利線
路線バスのうち、桐生天神町 - 東足利は、最盛期の1960年代後半から1970年には早朝から22時台まで、日中でも5分や10分間隔の運行で1日87回運行で、バスによる都市間輸送の模範路線でもあった。1971年8月1日より桐生天神町 - 東足利線をワンマン化した。
マイカー普及や両毛線の利便性向上により、1984年の時点では42回と段階的に減少し、1992年10月改正では殆どが足利東武駅で系統分割され、直通便は5回に減便。最末期の1994年10月改正では桐生天神町 - 足利東武駅間が9回、足利東武駅 - 東足利間が5回（ともに桐生天神町 - 東足利間直通の2回含む）まで減便され、実質的に代替バス運行開始までのつなぎとした縮小ダイヤとなり、東足利での停泊運用もなくなり、東足利の始発便は午前10時台と通勤通学では利用しにくい時刻とされた。
1995年9月末をもって路線廃止。このうち足利市内の区間は10月1日より足利市生活路線バスにて代替運行となった。

## 管轄路線
近隣の営業所も記載

### 桐生営業所
1980年夏時点
- 桐生天神町 - 太田駅
- 桐生天神町 - 前橋（北前橋）
- 桐生天神町 - 川内
- 桐生天神町 - 新桐生
- 桐生天神町・桐生駅 - 二渡
- 桐生天神町 - 桐生競艇場
- 桐生駅 - 伊勢崎オートレース場
- 桐生天神町 - 大間々一丁目
- 桐生天神町 - 赤城駅

大間々管内
- 赤城駅 - 小平
- 赤城駅 - 水沼案内所 - 上田沢
- 赤城駅 - 水沼案内所 - 一の鳥居
- 赤城駅 - 水沼案内所 - 神土
- 赤城駅 - 小仲橋
- 赤城駅 - 水沼案内所 - 黒保根中学校
- 赤城駅 - 水沼案内所

### 足利営業所
1981年3月2日現在
- 足利東武駅 - 毛里田小学校裏（小学校開校日のみ運行）
- 足利東武駅 - 大岩（日祭日と春休み、夏休み、冬休み期間中のみ運行）
- 足利東武駅 - 足利両毛駅 - 赤松台団地 - 行道山
- 足利両毛駅 - 植木野 - 太田駅
- 足利両毛駅 - 新宿 - 太田駅
- 足利東武駅 - 足利両毛駅 - 本中野
- 東足利 - 桐生天神町
- 足利東武駅 - 松田（途中まで、東足利 - 桐生天神町線と重複）
- 足利東武駅 - 館林駅
- 足利東武駅 - 西小泉駅
- 真砂町車庫 - 両毛駅 - 東武駅 - 西小泉駅
- 足利東武駅 - 大沼田
- 足利東武駅 - 入名草
- 足利東武駅 - 飛駒

### 太田営業所
1979年12月1日現在
- 太田駅 - 熊谷駅
- 太田駅 - 桐生天神町
- 西小泉 - 熊谷駅
- 太田駅 - 宝団地 - 尾島
- 足利両毛駅 - 新宿 - 太田駅
- 足利両毛駅 - 植木野 - 太田駅
- 太田駅 - 館林駅
- 太田駅 - 葉鹿下町
- 太田駅 - 東毛病院（1986年4月1日廃止）
- 太田駅 - 西小泉 - 赤岩中学校
- 太田駅 - 青年の家入口
- 青年の家入口 - 西小泉駅
- 太田駅 - 西小泉
- 西小泉 - 尾島三菱

## 車両
- 1970年3月時点での桐生の配置数は87台であった[38]、1974年3月末時点では64台[39]。
- 1985年頃からは貸切バスに中ドアを増設し中乗り前降り方式に対応した路線バスに転用した車両も配置された[40]。貸切バスがデラックス化すると改造工程の増加やステップが高くなって高齢者の乗降が不便になり、加えて1990年代に入ると低床バスが要求されるようになり、貸切バス転用車は徐々に少なくなった[41]